# Münzhaus (Nördlingen)

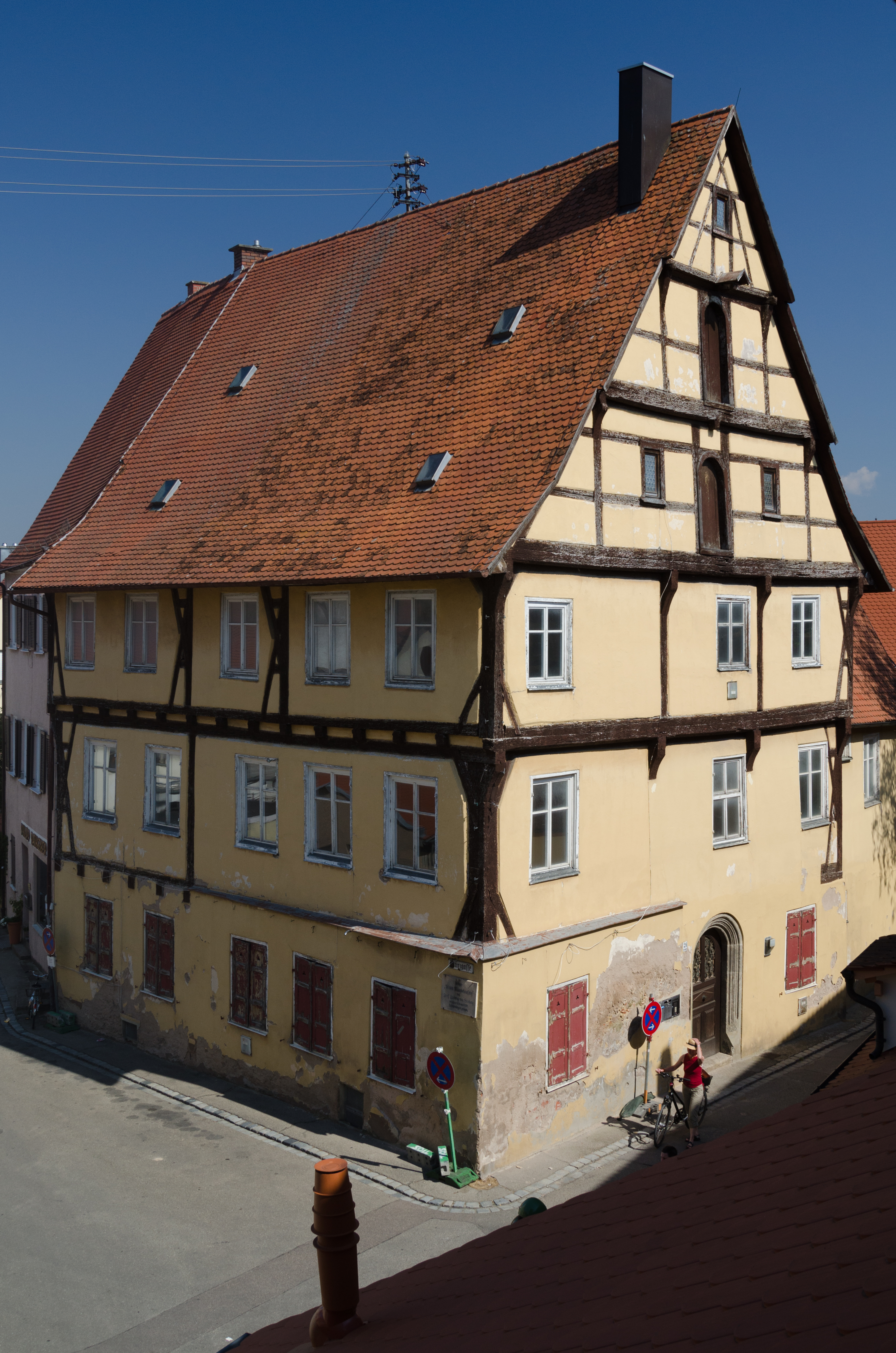
Ehemaliges Münzhaus in Nördlingen (2017)

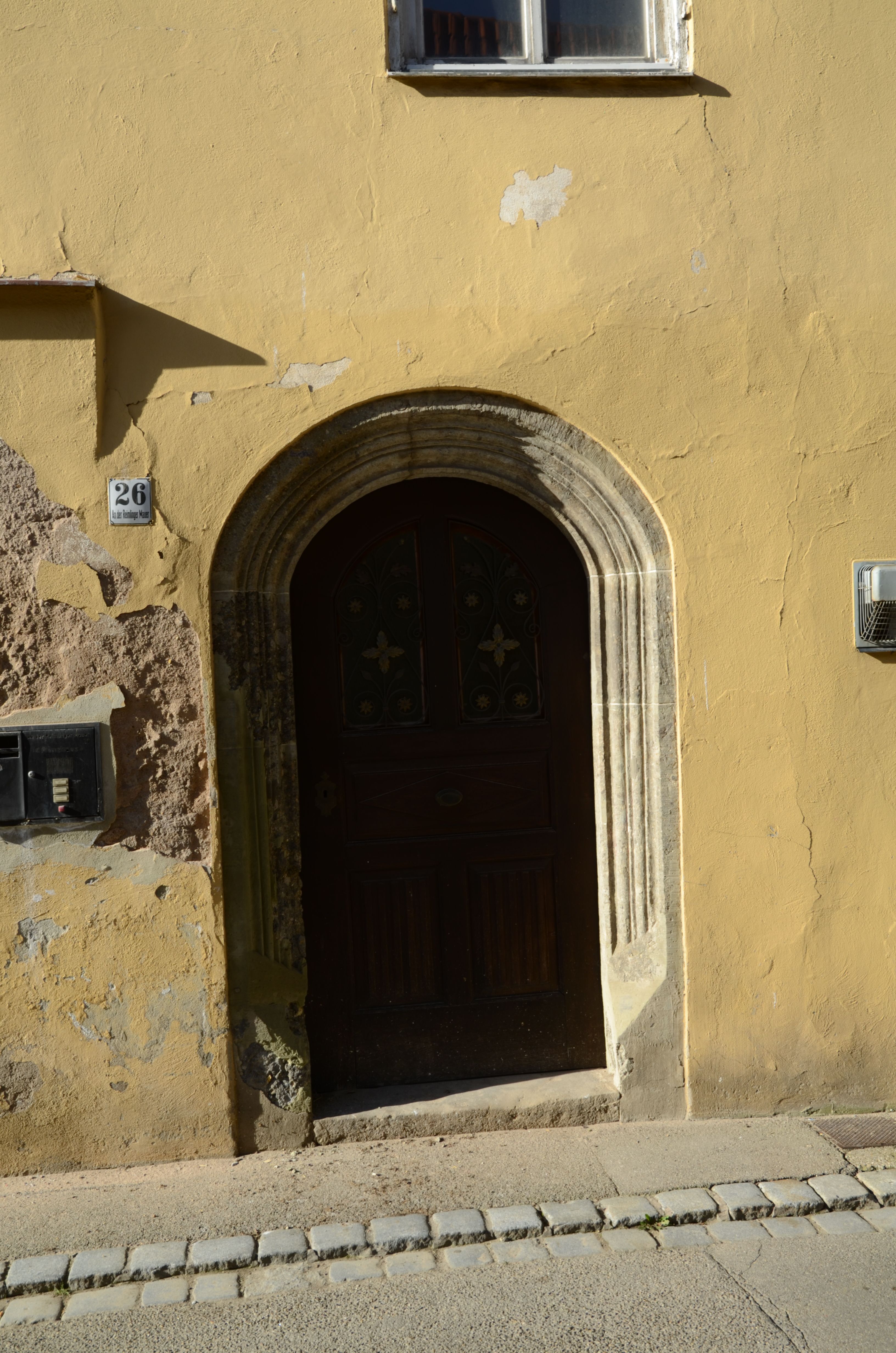
Rundbogenportal (2012)

Das Münzhaus in Nördlingen, einer Stadt im schwäbischen Landkreis Donau-Ries in Bayern, wurde im Kern um 1469 errichtet. Das ehemalige Münzhaus mit der Adresse An der Reimlinger Mauer 26 ist ein geschütztes Baudenkmal.

## Geschichte
Im Jahr 1418 hatte König Sigismund der Stadt Nördlingen das Privileg einer Reichsmünzstätte verliehen. Es wurde von den Münzmeistern, also nicht vom Rat der Stadt ausgeübt. Die alte Münze an der Bauhofgasse brannte 1534 ab, weshalb der Münzmeister Augustin Ainkurn das Haus An der Reimlinger Mauer 26 erwarb. Bereits 1544 kaufte die Stadt das Haus und seit 1571 wurde vom Münzprägerecht kein Gebrauch mehr gemacht. 

## Baubeschreibung
Das ehemalige Bürgerhaus ist ein dreigeschossiger Fachwerkbau mit Satteldach in Ecklage zur Münzgasse. Um 1534 erfolgte der Umbau zum Münzhaus, aus dieser Zeit sind das rundbogige Portal und der Fachwerkgiebel. Als Münzhaus diente das Gebäude lediglich im 16. Jahrhundert. 
Eine umfassende Instandsetzung mit der Freilegung des Fachwerks erfolgte nach 1945.